# Vieille Montagne

Logo VM

Die Société Anonyme des Mines et Fonderies de Zinc de la Vieille-Montagne, kurz Vieille Montagne (VM), war ein belgisches Unternehmen zur Zinkgewinnung und Zinkverarbeitung. Sie wurde am 24. Mai 1837 von dem belgischen Bankier und Industriellen François-Dominique Mosselman gegründet und ging 1989 in der Union Minière-Gruppe, der späteren Umicore auf.

## Geschichte

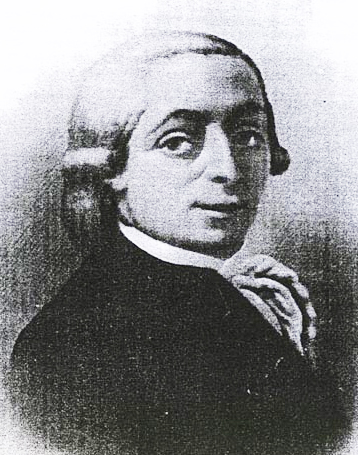
Jean-Jacques Dony
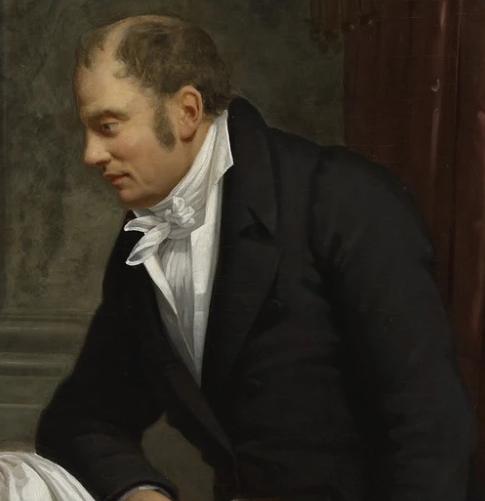
François-Dominique Mosselman

Ausgangspunkt der späteren Gründung der Vieille Montagne waren zum einen die seit Jahrhunderten bekannten Zinkvorkommen in der Gemeinde Kelmis und zum anderen die im Jahr 1806 von Napoleon Bonaparte persönlich erteilten Schürfrechte an der dortigen Galmeimine „Alter Berg“ für Jean-Jacques Dony, die Namensgeberin des späteren Unternehmens wurde. Ein Jahr später richtete Dony eine erste Zinkfabrik in Saint-Léonard bei Lüttich ein und forschte zugleich an effizienteren Verfahren zur Zinkgewinnung. Seine Entwicklung eines neuen Reduktionsofens und dessen Patentierung im Jahr 1810 führten schließlich zum wirtschaftlichen Durchbruch; bereits 1812 konnte er ein zusätzliches Walzwerk im Lütticher Stadtteil Angleur eröffnen.
Die Modernisierung seiner Fabrik in Saint-Léonard mit den neuen Öfen und der Ausbau seiner Mine in Kelmis sowie die Gründung des Walzwerkes in Angleur und schlechtes Marketing führten jedoch dazu, dass Dony finanziell überfordert war. Er machte daraufhin seinen Buchhalter Hector Chaudet zum Partner und firmierte sein Unternehmen fortan unter „Dony et Compagnie“. Aufgrund des beginnenden Zusammenbruchs des französischen Kaiserreiches und des damit völlig am Boden liegenden Zinkmarktes blieb Dony zusätzlich noch auf gigantischen Zinkvorräten sitzen und musste mehr als 80 % der Produktion einlagern, was dazu führte, dass die Insolvenz nicht mehr aufzuhalten war. Am 25. April 1813 erwarb schließlich der Brüsseler Bankier François-Dominique Mosselman das insolvente Unternehmen zu einem Spottpreis.

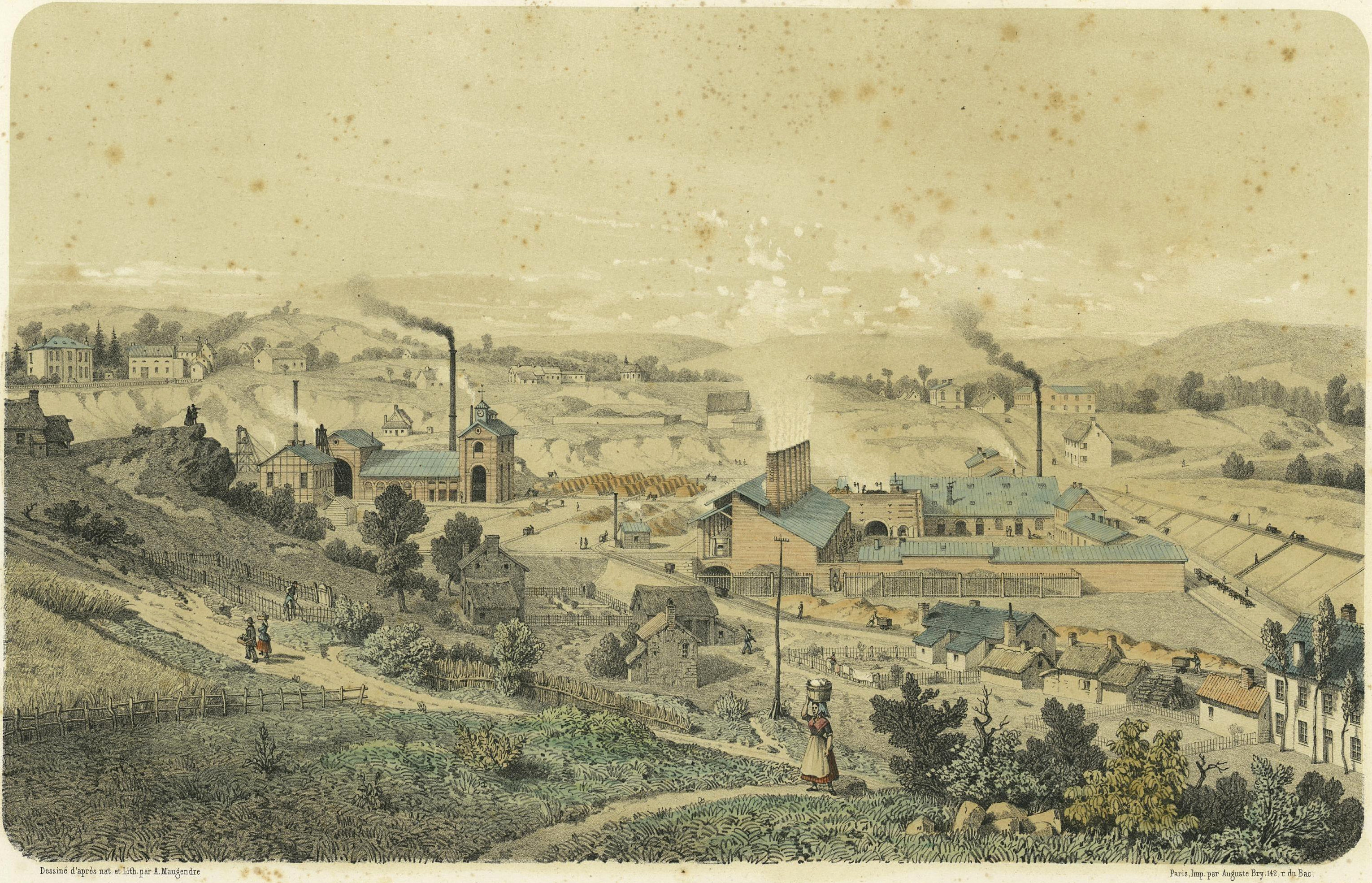
Zinkwerke in Neutral-Moresnet, um 1850

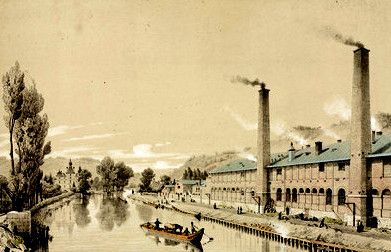
Zinkwerke Angleur, Firmensitz bis 1989

Für Mosselman war es dabei vorteilhaft, dass sich nach dem Wiener Kongress die Niederlande und Preußen nicht einigen konnten, wem das Gebiet um Moresnet mit seinen Minen und Fabriken nach dem Abzug der Franzosen gehören sollte. Als dieses Gebiet durch den Aachener Grenzvertrag von 1816 zu Neutral-Moresnet wurde, war Mosselman arbeits- und steuerrechtlich unabhängig und konnte den dortigen Grubenbetrieb nach eigenem Ermessen weiter ausbauen und ihm zu neuer Blüte verhelfen, woran auch die Gründung des belgischen Staates nach der Belgischen Revolution von 1830 nichts änderte. Zunächst erweiterte Mosselman das Unternehmen unter anderem um zwei kleinere Walzwerke in den französischen Orten Heudreville-sur-Eure und Valcanville sowie um eine weitere Zinkhütte in Preußisch-Moresnet und erwarb zudem für fünf Jahre die Nutzungsrechte an einem Walzwerk im englischen Dartford. Schließlich gründete er zusammen mit Teilen seiner Familie und einflussreichen Förderern am 24. Mai 1837 nach belgischem Aktienrecht und mit belgischen und französischen Geldern die „Société Anonyme des Mines et Fonderies de Zinc de la Vieille-Montagne“ mit Sitz in Angleur, in die die Fabriken, Minen, Anteile und Konzessionen von „Dony et Compagnie“ einflossen und die als einziger Zinkproduzent von Belgien bereits 1833 Tonnen Zink produzierte.
Nach François-Dominique Mosselmans Tod übernahm zunächst sein Sohn Alfred Mosselman, der 1832 bereits die Leitung der Zinkfabrik in Valcanville übertragen bekommen hatte, ab 1840 die Geschäftsführung der Muttergesellschaft. Er schuf eine Art Holding mit dem Namen „Mosselman Brothers and Sisters“, in die die belgische Nationalbank unter Leitung von Charles de Brouckère 1838 rund 800.000 Franken investierte. Später übernahm Brouckère selbst von 1841 bis 1847 als Nachfolger von Alfred Mosselman die Direktion der Vieille Montagne.

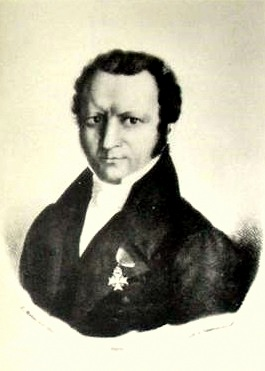
Charles Le Hon
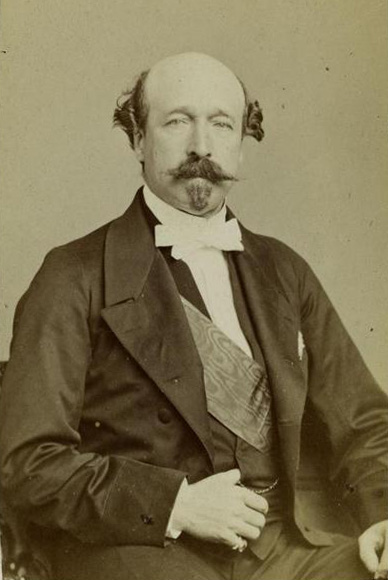
Charles de Morny

Charles Le Hon, François-Dominique Mosselmans Schwiegersohn und Ehemann seiner Tochter Fanny (1808–1880), hatte zu dieser Zeit den Vorsitz im Verwaltungsrat der VM inne und sorgte in seiner Eigenschaft als Mitglied der belgischen Abgeordnetenkammer und Botschafter in Paris für die politischen Verbindungen sowohl in Belgien als auch in Frankreich. Durch ein von ihm erstelltes Gutachten für die belgische Regierung erreichte er, dass die ursprünglich an Dony erteilte Konzession für die Grube „Alter Berg“ in Kelmis, die Keimzelle der Vieille Montagne, auf immerwährende Dauer auf das neue Unternehmen übertragen wurde und die Gesellschaft somit das Recht und das Monopol erlangte, diese nach ihren Vorstellungen auszubeuten. Charles de Morny, ein Halbbruder von Napoleon III. und langjähriger Liebhaber von Fanny Le Hon, wurde 1837 aktiver Anteilseigner der VM und ein einflussreicher Botschafter für die Zinkindustrie.

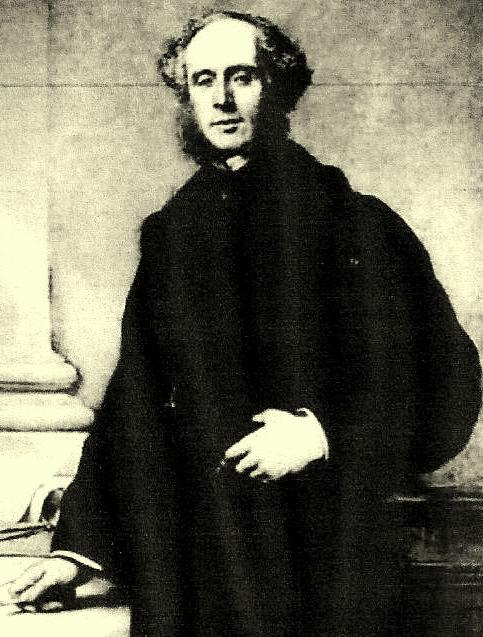
Louis-Alexandre Saint-Paul de Sinçay
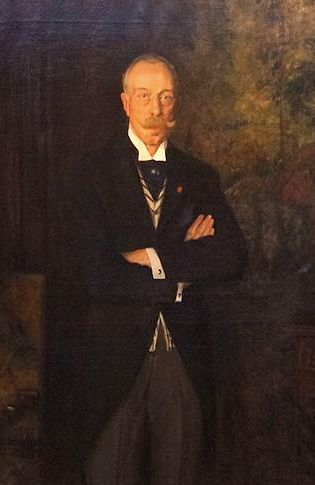
Gaston Saint-Paul de Sinçay

Im Jahr 1847 übernahm Louis-Alexandre Saint-Paul de Sinçay (1815–1890) als Geschäftsführer und Direktor die belgischen Werke sowie ab 1856 als Generaldirektor die Leitung der VM. Ihm folgte sein Sohn Gaston Saint-Paul de Sinçay (1854–1938), der seit 1879 zunächst als Inspekteur, seit 1884 als Sekretär des Verwaltungsrates und von 1887 bis 1938 als Generaldirektor der VM tätig war.
Die Zeit unter Vater und Sohn de Sinçay wurde die erfolgreichste in der Firmengeschichte. Louis-Alexandre St. Paul de Sinçay entschied sich in den 1850er-Jahren für eine bemerkenswerte Expansionsstrategie und war europaweit an diversen Unternehmen wie beispielsweise an der „Société des mines et usine à zinc de la Prusse Rhénane“, der „Société Carbonnière Valentin Cocq“, der „Société de la Meuse“ und an der „Société Flône“ entweder beteiligt oder übernahm sie als Tochterunternehmen. Ebenso beteiligte er sich anfangs als Aktionär an der Gründung der Schlesischen AG für Bergbau und Zinkhüttenbetrieb und entsandte Mitglieder der VM in deren Aufsichts- und Verwaltungsräte; jedoch wurde dieses Engagement schon nach etwa vier Jahren beendet. In de Sinçays Zeit stieg die Produktion von 5941 Tonnen im Jahr 1845 auf rund 18.000 Tonnen im Jahr 1855 und die Mitarbeiterzahl allein in Belgien von 1100 im Jahr 1840 auf rund 12.000 im Jahr 1900. Darüber hinaus war Louis-Alexandre St. Paul de Sinçay im Jahr 1885 maßgeblich an der Einrichtung eines nationalen und internationalen Zinkkartells beteiligt, das für die Preisregulierung und Festlegung von Produktionsmengen der europäischen Mitgliedsländer zuständig war und in dem sich nach ihm sein Sohn Gaston in den Jahren 1901 bis 1909 als Mitglied des Präsidiums ebenfalls engagierte. Dabei wurde unter anderem beschlossen, die Produktion auf 255.000 Tonnen Rohzink für die deutsche Gruppe, zu der sowohl die rheinpreußischen als auch die schlesische Produzenten gehörten, 174.000 Tonnen für die französisch-belgische Gruppe sowie 38.000 Tonnen für die englische Gruppe festzulegen.
Um die Jahrhundertwende stieß Vieille Montagne in benachbarte Produktionsbereiche vor und begann ab 1899 an einigen Standorten mit der Produktion von Schwefelsäure sowie ab 1910 mit der Produktion von Blei, deren Ausgangsstoffe als Nebenprodukt der Zinkverhüttung anfielen. Dazu wurde unter anderem von 1900 bis 1935 das Blei-Bergwerk Lontzen betrieben und ab 1908 mit einer rund drei Kilometer langen Seilförderanlage zur Erzwäscherei in Kelmis verbunden. Das Lontzener Blei, das als besonders rein galt, trat bereits in drei Meter Tiefe auf und diente als Bleireserve für die Vieille Montagne. Dabei konzentrierte sich das Unternehmen weiterhin auf sein Kernprodukt Zink und besaß im Jahr 1905 noch sieben weitere Abbau- und Hüttenstandorte in Belgien, elf in Frankreich, acht in dessen Kolonien in Nordafrika, drei in Deutschland, zwei in Schweden, vier in England, vier in Italien und zwei in Spanien sowie kleinere Vertretungen auf dem amerikanischen Kontinent.
Mit dem Ende des Ersten Weltkrieges änderte sich zunächst der Status der Werke in Neutral-Moresnet, da dieses Gebiet durch den Friedensvertrag von Versailles aufgelöst und nun offiziell Belgien zugesprochen worden war. In den folgenden etwa zehn Jahren durchlebte das Gesamtunternehmen Vieille Montagne eine schwere Nachkriegsdepression und sah sich darüber hinaus der Konkurrenz neuer Zinkproduzenten in den USA, Kanada und Mexiko ausgesetzt. Um dem entgegenzuwirken, stellte VM 1922 am französischen Standort Viviez als erster Betrieb Europas den thermischen Zinkproduktionsprozess auf den elektrolytischen Prozess um, was durch eine deutliche Erhöhung der Ofenleistung zusammen mit weiteren technischen Neuerungen zu einem Sinken der Selbstkosten führte. Zu Beginn der 1930er-Jahre profitierte das Unternehmen von dem erstarkten weltweiten Industrieboom und konnte wieder an alte Erfolge anknüpfen.

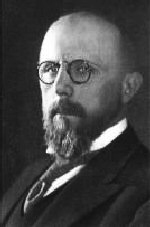
Alexandre Galopin

Im Jahr 1938 übernahm der ausgebildete Ingenieur Joseph van Oirbeek als Nachfolger des verstorbenen Gaston Saint-Paul de Sinçay die Leitung des Konzerns und sah sich wenige Jahre später mit den Auswirkungen des Zweiten Weltkriegs konfrontiert, die durch den Einmarsch der Wehrmacht sowie deren Übernahme der Kontrolle über den Produktionsprozess der VM sowohl in Belgien als auch in Frankreich entstanden. An seiner Seite stand der Vorsitzende des Verwaltungsrates Alexandre Galopin (1879–1944), der bereits seit 1923 auch Gouverneur der Société générale de Belgique und 1905 Gründer von deren Tochtergesellschaft „Union minière du Haut Katanga“ war, mit der die Vieille Montagne später fusionieren sollte. Galopin vertrat dabei während der Kriegsjahre eine aktive „Präsenzpolitik“, in Belgien als „Doctrine Galopin“ bekannt, nach der unter bestimmten Voraussetzungen eine gewisse Zusammenarbeit mit den neuen Machthabern sinnvoller sei, als die belgische Bevölkerung hungern zu lassen. Nachdem im Verlauf des Krieges einzelne Werke durch Bombenangriffe zerstört oder beschädigt worden waren, sank der Umsatz bis 1945 unternehmensweit auf 60.000 Tonnen.
Nach den Kriegsjahren war das Unternehmen bemüht, seine Produktionsstätten schnell wieder mit neuester Technik aufzubauen und erneut zu alter Größe zu gelangen. Dabei war es hilfreich, dass die Werke in Schweden von Zerstörungen verschont geblieben waren und zugleich dort ein großer Vorrat an Mineralien angelegt worden war, der die Grundlage für einen Neustart bedeutete. Zugleich wurde in den Folgejahren weiter an der Prozesseffizienz von der Auflösung der Rohmaterialien über die elektrolytische Reduktion gearbeitet, so dass Ende der 1950er-Jahre ein Wert von 99,995 % Zinkanteil für fast die gesamte Produktion erreicht werden konnte und Anfang der 1970er-Jahre wieder eine Produktion von 200.000 Tonnen erreicht wurde.
Dieser Wert war jedoch nicht zu halten, da zum einen die Ölkrise von 1974 und zum anderen die sinkenden Zinkpreise aufgrund von Überkapazitäten und nachlassender Nachfrage zu massiven Umsatzrückgängen führten und die Stilllegung oder Einstellung mehrerer Niederlassungen zur Folge hatten. 1980 wurde Albert Ghysens Nachfolger des seit 1966 amtierenden Generaldirektors Ferdinand Bodson; ihm folgte nach nur einem Jahr der Ingenieur Jean André, der seinerseits 1988 von Ferdinand Crabeels abgelöst wurde. Unter dessen Leitung zeichnete sich nunmehr eine Lösung für die fortdauernden Wirtschaftsprobleme der VM ab. 1988 übernahm die französisch-belgische Konzerngruppe SUEZ als „Weißer Ritter“ die von einer feindlichen Übernahme bedrohte „Société générale de Belgique“ einschließlich deren Tochter „Union minière du Haut Katanga“. Die „Union minière“ ihrerseits fusionierte ein Jahr später mit der „Société générale métallurgique d’Hoboken“, einer weiteren Tochter der „Société générale“, der „Zinkfabrik Overpelt“ und der Vieille Montagne zum neuen Konzern „Union miniére group“ mit Sitz in Brüssel, der sich 2001 in Umicore umbenannte und dessen Zinkverarbeitungssparte schließlich 2007 an Nyrstar weiterverkauft wurde.

## Arbeitsbedingungen und Sozialleistungen
Die Herstellung und Weiterverarbeitung von Zink war wegen seines hohen Anteils an Schwefel und Schwermetallen wie Blei und Cadmium mit hohen gesundheitlichen Risiken verbunden. Die bei der Verarbeitung eingeatmeten Dämpfe führten zu chronischem Husten, der so genannten „Hüttenkotze“, Rückenbeschwerden, aufgeplatzten Händen und Vergiftungen, und viele der Zinkarbeiter waren bereits mit 45 Jahren Invaliden. Da ein Schutz der Arbeiter nach damaligem technischem Stand nur begrenzt gewährleistet werden konnte, führten einzelne Niederlassungen eine betriebliche Krankenversicherung, eine Invaliden- und Pensionskasse, Hilfs- und Vorsorgefonds, Bereitstellung von Lebensmitteln zu ermäßigten Preisen, Schaffung von kostenlosen Schulen für Kinder von Arbeitnehmern, Altersheime für Rentner und Waisenkinder sowie weitere Sozialleistungen ein. Darüber hinaus wurde an einzelnen Standorten versucht, durch das Bereitstellen von Wohnungen die hohe Fluktuation zu begrenzen und vor allem qualifizierte Arbeiter an das Unternehmen zu binden.
Das paternalistische System der Unternehmensführung gab den Arbeitern jedoch keinen Rechtsanspruch auf diese sozialpolitischen Maßnahmen, wie Unterstützungs- und Fürsorgekassen, verbilligten Wohnraum, die Aufnahme pensionierter Arbeiter in ein Altersheim, oder auf angemessene Löhne. Daher kam es an einigen Standorten zur Entstehung einer organisierten Arbeiterbewegung, die durch Widerstand und Streik für ein menschenwürdiges Leben und für Gesundheit sowie für die Durchsetzung von Arbeitnehmerrechten in der Zinkindustrie kämpfen wollte. So entstand 1901 im Werk Neutral-Moresnet eine Ortsgruppe des „Gewerkvereins Christlicher Bergarbeiter Deutschlands“, die aber von der Direktion mit allen Mitteln, auch durch Entlassungen, bekämpft wurde. Nachdem eine offizielle Mitgliedschaft zu riskant geworden war, versuchten sich die Arbeiter in „Geheimbünden“ zu organisieren, die jedoch durch Denunzianten, die Angst vor dem möglichen Verlust „kleinerer“ Privilegien hatten, unterlaufen wurden. Dadurch wurde zumindest für diesen Standort jegliche offene, gewerkschaftliche Betätigung der dort Beschäftigten vollständig unterdrückt.
Selbst im 20. Jahrhundert hatten es die Gewerkschaften schwer, sich gegenüber der Firmenleitung durchzusetzen, wie es beispielsweise der neunwöchige Streik 1971 um höhere Löhne und bessere Luftqualität in der Niederlassung Balen/Wezel belegt, der 2011 als Film mit dem Titel „Groenten uit Balen“ dokumentiert wurde.

## Übernahmen und Beteiligungen (Auswahl)

### Belgien
Im Mutterland der Vieille Montagne begann alles mit der an Dony erteilten Konzession für die Galmeigrube „Alter Berg“ in Kelmis, deren Abbau zu Beginn des 20. Jahrhunderts eingestellt werden musste. Kelmis blieb jedoch bis 1951 Standort einer Zinkwaschanlage und Agentur, für die im Jahr 1905 das neue Direktionsgebäude Vieille-Montagne erbaut wurde, heute Sitz des Museums Vieille Montagne. Weitere Werke und Standorte in Belgien waren unter anderem:
- die von Dony 1806 eingerichtete Gießerei in Saint-Léonard bei Lüttich, deren Arbeit 1880 eingestellt wurde.

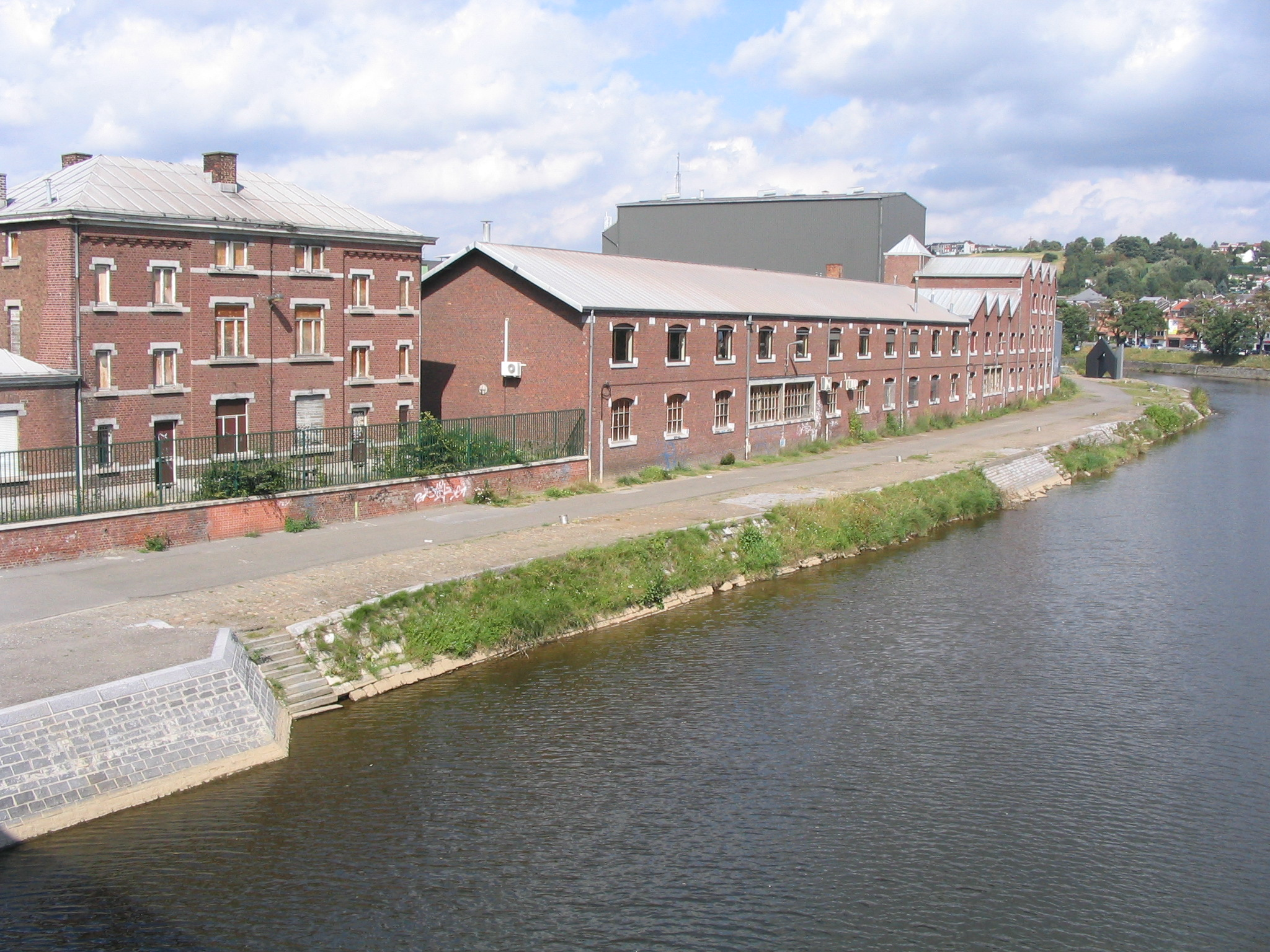
Vieille Montagne, Angleur

- das ebenfalls von Dony 1812 eröffnete Walzwerk im Lütticher Stadtteil Angleur und die 1838 daran angebaute Zinkhütte, die 1880 geschlossen wurde. Angleur blieb bis zur Fusion mit Umicore Sitz des Gesamtunternehmens und wurde anschließend geschlossen, der Firmensitz nach Brüssel verlegt.
- das 1838 erworbene Walzwerk in Tilff, einem Ortsteil von Esneux.
- die 1852 von der VM durch ihre Fusion mit der in Liquidation geratenen „Société Flône“ erworbenen Werke, Minen und Grundstücke bei Flône in der Gemeinde Amay an der Maas. Der Standort erlebte unter der neuen Führung einen bedeutenden Aufschwung und konnte bis zu Beginn der 1980er-Jahre aufrechterhalten werden.

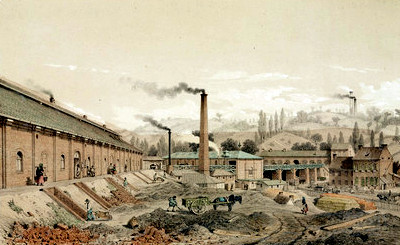
Zinkwerke Valentin Cocq um 1855

- die durch die Übernahme im Jahr 1853 übertragenen Werke der „Société Carbonnière Valentin Cocq“ in Grâce-Hollogne bei Lüttich, bei denen es sich ursprünglich um einen Verbund reiner Zechenbetriebe gehandelt hatte, die 1850 um eine Zinkweißfabrik sowie ein Jahr später um eine Zinkhütte erweitert worden waren. Im Jahr 1887 trennte sich VM von den Zechen, behielt jedoch die Zinkfabriken, die das gesamte Zinkweiß für das Unternehmen lieferten und 1912 mit einer Produktion von 40.000 Tonnen zu den größten der Welt zählten. Der Standort wurde 1944 schwer zerstört, jedoch anschließend wieder aufgebaut und erst 1982 aufgegeben.
- die 1887 erbaute Fabrikanlage in Balen bei Antwerpen wurde speziell zur Behandlung von Zinkerzen aus den schwedischen Minen in Åmmeberg und zur Erweiterung der Produktpalette um Schwefelsäure und Blei gegründet. Der Firmenkomplex bestand aus einer Rösthütte, einer Fabrik zur Herstellung von Schwefelsäure, einer Bleigießerei, einem Bleiwalzwerk und einer Anlage zur Verarbeitung von Cadmium und verschiedenen anderen Produkten. Bis 1914 zählte der Standort schon mehr als 1200 Mitarbeiter, überstand erfolgreich alle späteren Krisen und ist heute Teil der Umicore.[6][7]

### Frankreich
Frankreich spielte schon vor der Gründung der VM eine große Rolle bei der Standortwahl, da zum einen Mosselman als Direktor seiner Pariser Privatbank französische Gelder in den Aufbau investiert hatte und zum anderen sowohl sein Schwiegersohn, der belgische Botschafter in Paris Charles Le Hon, als auch sein Geschäftspartner Charles de Morny beste Kontakte in höchste politische und gesellschaftliche Kreise hatten, wodurch die Expansion erst möglich wurde. Die Werke und Standorte in Frankreich waren unter anderem:
- zwei kleine Walzwerke in Houx, einem Ortsteil von Valcanville, und in Hom, einem Ortsteil vom Heudreville-sur-Eure, die beide 1820 unter Leitung von Alfred Mosselmann eingerichtet worden waren und in denen gewalzte Bleche, Rohre und Rinnen hergestellt wurden. Die schlechte Anbindung dieser Werke an die Märkte führte ab 1848 zur Einstellung der Produktion und im Jahr 1860 zur Liquidation.

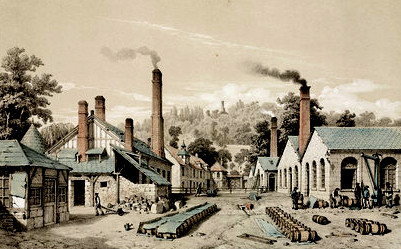
Walzwerke in Bray-et-Lû um 1850

- das 1838 übernommene Walzwerk in Bray-et-Lû im Département Val-d’Oise, das alle Krisen überlebte und heute als Teil von Umicore noch 120 Mitarbeiter beschäftigt.
- die 1871 übernommenen Kohlengruben von Viviez und Decazeville sowie das Walzwerk und die Zinkhütte in Boisse-Penchot, alle im Département Aveyron. Diese Standorte zählten zu den wichtigsten Industriebetrieben der Region und die Mitarbeiterzahl bei VM stieg von 200 im Übernahmejahr auf rund 900 um die Jahrhundertwende bis auf 2000 im Jahr 1917. Diese markante Steigerung ergab sich aus der Tatsache, dass die Werke in Viviez mit ihrem hochwertigen Zink für die Herstellung von Munition und Sprengstoff im Ersten Weltkrieg wichtig waren. 1922 fand an diesem Standort die Umstellung auf das elektrolytische Verfahren statt, wofür VM eigens den Thuriés-Staudamm im Zuflussgebiet der Viaur zur Energiegewinnung erbauen ließ. Die Produktion von Rohzink in Viviez wurde 1987 eingestellt, nachdem VM mit der „Asturienne France“ fusioniert und die Produktion in die Werke von deren Tochtergesellschaft „Royal Asturian Company of Mines“ in Auby verlegt hatte, das geografisch günstiger gelegen war. Die Niederlassung Auby wurde ebenso in die spätere Umicore und deren Sparte Nyrstar übernommen wie die Werke in Decazeville und in Viviez, die mit der Neugründung der Industrieanlage „Anthra-Zinc“ im Jahr 1988 wieder Fuß gefasst haben, die im Jahr 2006 eine der weltweit größten Produktionsanlagen für vorpatiniertes Zink war.[8]
- die Grubenfelder der „Société des Zincs Français“ im Département Gard und im Département Hérault, die nach deren Liquidation im Jahr 1883 von VM übernommen wurden.
- kleinere Zukäufe wie beispielsweise 1884 das Walzwerk in Dangu, ab 1887 die Walzwerke in Hautmont im Département Nord, 1915 die Zinkgießerei in Creil, die bis 1992 in Betrieb blieb, sowie 1915 die Zink- und Bleiminen in Saint-Félix-de-Pallières.

### Deutschland
Nach der Einführung von Zollschranken durch den Deutschen Zollverein lohnte sich der Export aus Belgien oder Frankreich nach Preußen für die VM nicht mehr. Daher wurde unter Louis-Alexandre St. Paul de Sinçay zu Beginn der 1850er-Jahre die Expansion nach Preußen vorangetrieben, um dort als „Inlandsbetriebe“ Schürfkonzessionen übernehmen und Produktionsstätten einrichten zu können. Dazu gründete er im Jahr 1852 zunächst die Auffanggesellschaft „Société des Mines et Usines à Zinc de la Prusse-Rhénane“, in der die in Liquidation geratenen Gesellschaften „Société Antonius“ mit der Zinkhütte in Mülheim-Eppinghofen, die „Société Nassau“ von Charles Leconte mit einer Zinkhütte und einer Zinkweißfabrik in Essen-Borbeck und die Gesellschaft „Société d’Antonius“ von Charles Rochaz mit einem Großteil der Gruben im Bensberger Erzrevier eingeflossen waren. In einem zweiten Schritt fusionierte Sinçay am 26. Mai 1853 die Auffanggesellschaft mit der Vieille Montagne. Nach der Machtübernahme durch die Nationalsozialisten war die französische Firmenbezeichnung von Nachteil und es kam 1934 zur Gründung der „Aktiengesellschaft des Altenbergs für Bergbau und Zinkhüttenbetrieb“, später „Altenberg Metallwerke AG“, die als 100%ige Tochter der Vieille Montagne deren gesamtes im Deutschen Reich vorhandenes Vermögen erhielt.
Im Wesentlichen beschränkten sich die Niederlassungen der VM in Preußen auf drei Kerngebiete:

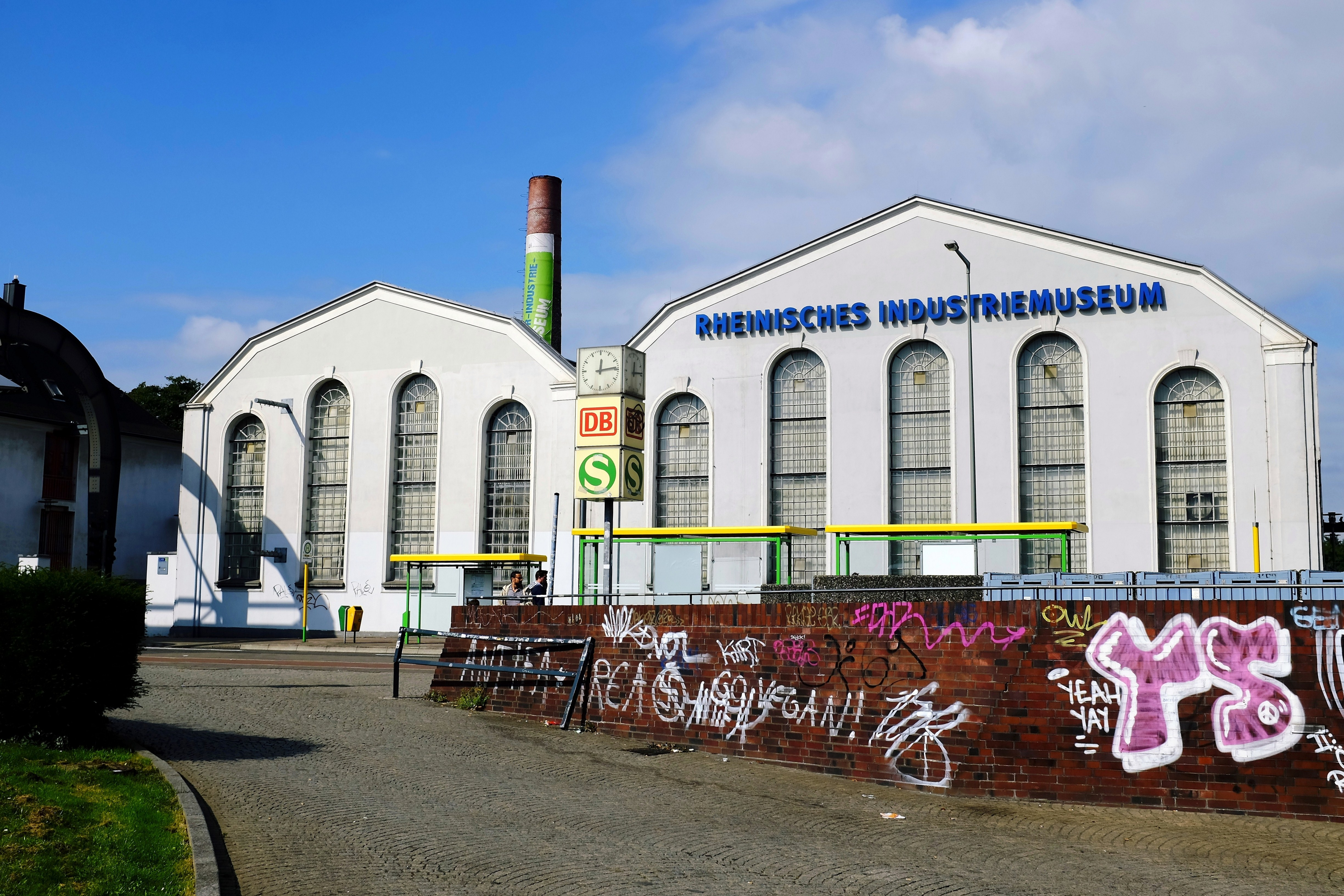
Zinkfabrik Altenberg, heute LVR-Museum

- das Ruhrgebiet mit der Zinkfabrik Altenberg als zentralem Produktionsstandort, spezialisiert auf die Herstellung von Blechen für den Baubereich. Hierzu erwarb VM zunächst ein Grundstück in der Lipper Heide in Oberhausen, wo 1853 ein Zinkwalzwerk errichtemit wurde. 1855 entstanden dann neue Zinkhütten in Borbeck und Eppinghoven und 1857 erhielt das Werk in Oberhausen eine zusätzliche Rösthütte, durch die es ab 1884 zu Beschwerden wegen der hohen Schwefelsäurebelastung in der Luft kam und die aus diesen Gründen 1928 aufgegeben wurde. Umweltprobleme waren auch der Grund für die endgültige Schließung der Ruhrgebietswerke im Jahr 1981 und für die Umfunktionierung ihrer Gebäude zum LVR-Industriemuseum Oberhausen und zur Verwaltung des LVR-Industriemuseums.[10]
- einige Buntmetallerzgruben des Bensberger Erzreviers im Bergischen Land, darunter:[11]

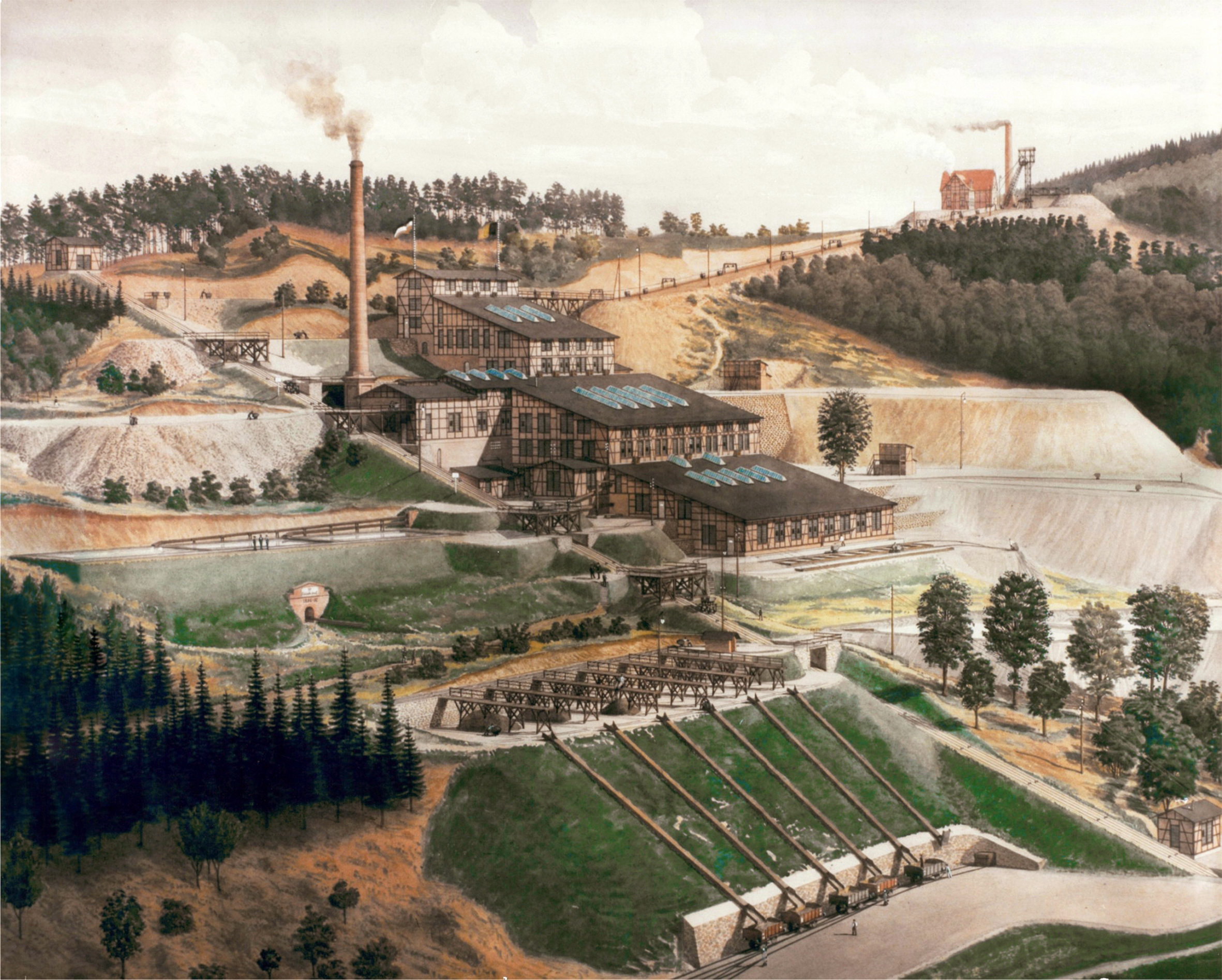
Grube Lüderich, Aquarell von Wilhelm Scheiner

- - die Grube Lüderich im Overather Ortsteil Steinenbrück, die eigentlich aus vier Einzelgruben bestand und zu den ersten zählte, die VM 1853 übernommen hatte. Ein Jahr später erfolgte die Verleihung für den Abbau von Blende-, Blei-, Kupfer- und Zinkerzen und zwischen 1858 und 1861 die Erweiterung um elf weitere Grubenfelder. Im Jahr 1897 folgten Bau und Inbetriebnahme einer mechanischen Aufbereitungsanlage, die lange Zeit als eine der größten Anlagen Europas galt. Anfang der 1970er-Jahre gingen die Vorräte in den Gruben zur Neige und zum 31. Oktober 1978 erfolgte die Schließung des gesamten Grubenbetriebs einschließlich der Aufbereitungsanlage.
  - die Grube Victor im Rösrather Ortsteil Hoffnungsthal, für die 1853 ein erstes Mutungsgesuch eingereicht wurde, das jedoch erst 1865 genehmigt wurde.
  - die Grube Klaproth im Bergisch Gladbacher Stadtteil Bockenberg, die 1857 durch die VM gemutet und ebenfalls erst 1866 durch das Bergamt bestätigt wurde.
  - die Grube Castor in der Ortschaft Kastor bei Engelskirchen, die, 1859 mit ihren Blei-, Zink-, Kupfer-, Spateisenstein- und Schwefelkiesvorkommen an die VM verliehen, bis 1906 betrieben wurde. Nachdem ab 1922 Versuchsarbeiten auf dem Grubenfeld genehmigt worden waren, wurde der Betrieb bis zur endgültigen Stilllegung 1929 nochmals aufgenommen.
  - die Grube Bruno II im Engelskirchener Ortsteil Loope, die im Jahr 1859 an die VM gemutet und verliehen worden war. Eine endgültige Bestätigung fand zwei Jahre später statt, nachdem es zuvor zu Unstimmigkeiten über die Modalitäten gekommen war. Der Abbau wurde im Jahr 1908 eingestellt und 1924 erneut aufgenommen, bis er 1931 aus Ertragsgründen endgültig beendet werden musste.
  - die Grube Arago bei Overath, die 1873 von der VM übernommen und bis zu einem unbekannten Zeitpunkt betrieben wurde.
  - die Grube Penny in Mohlscheid bei Seelscheid hatte bereits eine wechselvolle Geschichte, bevor sie von 1899 bis 1908 von der VM betrieben wurde.
  - die Gruben Hermannsfreude und Hermannsfreude I bei Rösrath wurden erst 1939 von der VM übernommen. Über die Betriebstätigkeiten ist nichts bekannt.
- einige Erzgruben im Rhein-Sieg-Kreis, im Besonderen:
  - die Grube Adler zwischen Bad Honnef und Aegidienberg, die VM 1853 erwarb und 1866 in ein Geviertfeld umwandelte.
  - die Grube Altglück im Königswinterer Ortsteil Bennerscheid, die ebenfalls eine lange Bergbaugeschichte vorweisen kann und 1853 in den Besitz der VM kam, die jedoch bereits 1875 den Betrieb dort einstellte.
- sowie Einzelgruben außerhalb der genannten Kerngebiete, wie beispielsweise die Grube Bendisberg bei Langenfeld in der Eifel, die von 1915 bis 1957 von der VM betrieben wurde, oder die Grube Silbersand bei Mayen, die VM 1852 übernahm und 1912 stilllegte.

### Weitere Länder
Neben den Aktivitäten in den Kernländern der Vieille Montagne, Belgien, Frankreich und Preußen, war das Unternehmen schon früh daran interessiert, auch in anderen europäischen und außereuropäischen Ländern Fuß zu fassen, um durch die dortige Gewinnung von Bodenschätzen Betriebssicherheit auch in Krisenzeiten zu gewährleisten. Im Besonderen engagierte sich das Unternehmen dabei:

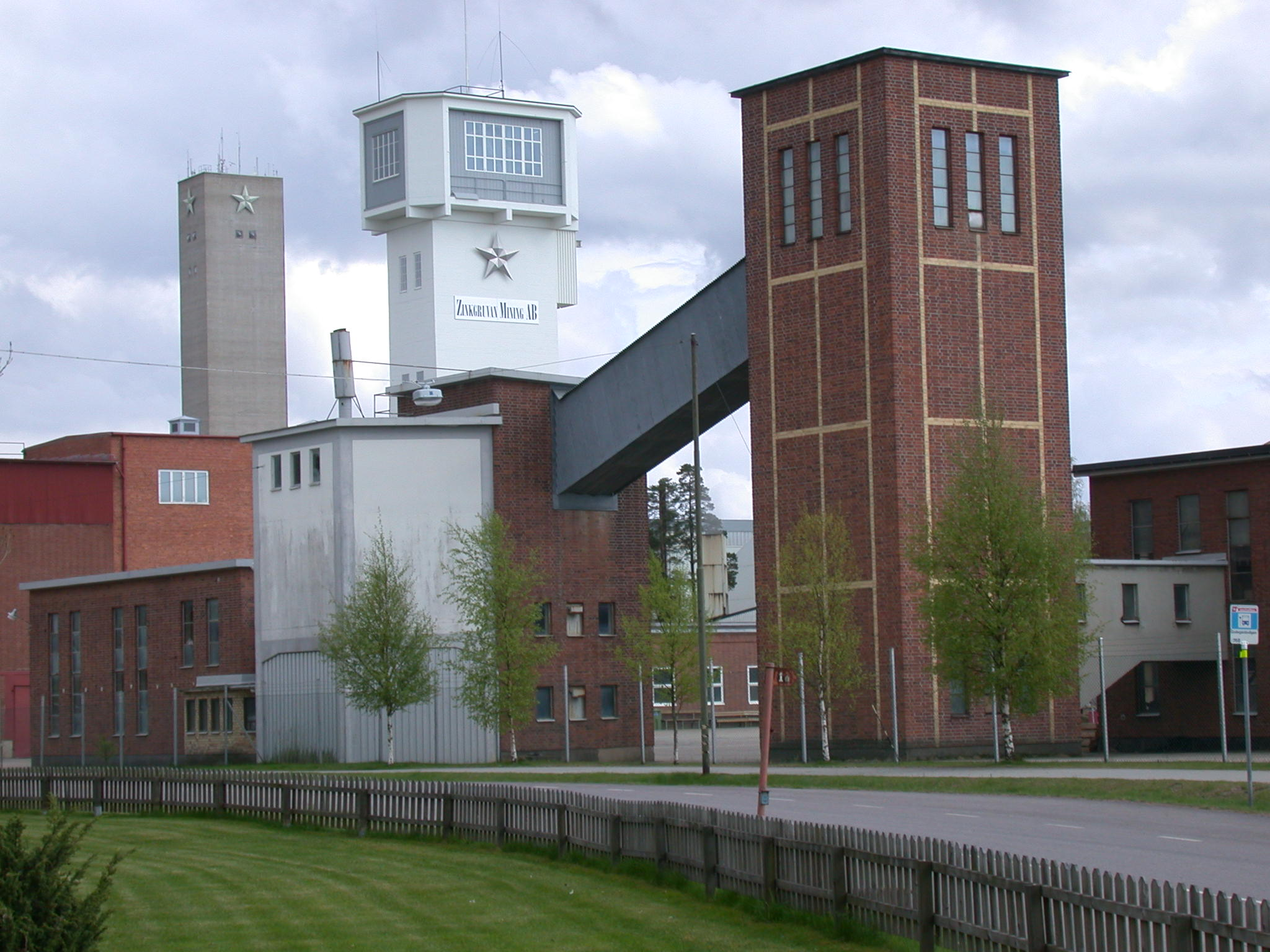
Zinkgruvan, Schweden

- in Schweden, wo VM 1857 bei der Siedlung Isåsen mit Övre und Nedre Knalla in der Ortschaft Åmmeberg (Örebro län), rund 175 km südwestlich von Stockholm, die Mine Zinkgruvan eröffnete, die zu einer der größten unterirdischen Minen Europas werden sollte. Ein Jahr später erhielt VM zudem die Genehmigung zum Bau der neuen Bahnstrecke Åmmebergs järnväg, um das Erz zum Hafen zu transportieren, von wo es per Schiff über den Göta-Kanal zum Hafen Hisingen in Göteborg transportiert wurde. Zinkgruvan wurde 1995 zunächst von North Limited und im Jahr 2000 von der Rio Tinto Group übernommen, bevor es schließlich im Jahr 2004 von dem schwedisch-kanadischen Bergbauunternehmen Lundin Mining erworben wurde.[12]
- in Italien, wo VM 1865 die Minen in Iglesias auf Sardinien übernahm, eine Bergwerksagentur gründete und sich 1871 die Konzession für eine weitere Grube auf der Insel und 1889 für die Mine Casa Conti in der Provinz Bergamo sicherte.
- in England, wo VM 1896 die Minen der Gesellschaft Nenthead und Tynedale erwarb, durch die das Unternehmen zum größten Zinkproduzenten auf der Insel wurde. 1949 übertrug VM die englische Niederlassung der „Anglo-Austral Mines, Ltd.“[13]

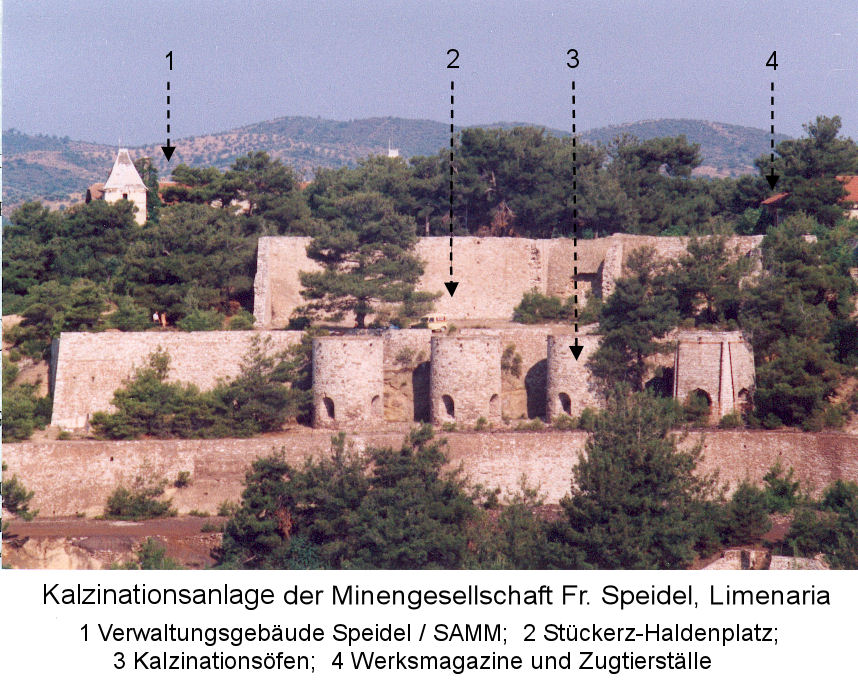
Kalzinieranlage in Limenaria

- in Griechenland, wo die VM 1925 für 40 Jahre die 13 Konzessionen für den Abbau und die Verarbeitung von Zink-, Blei-, Silber-, Eisen- und Kupfererzen in Limenaria auf der Insel Thasos von der „Minengesellschaft Fr. Speidel, Thasos-Pforzheim“ ersteigerte. Infolgedessen wurde anschließend die „Société Anonyme Hellénique Métallurgique et Minière (SAMM)“ gegründet, die die im Ersten Weltkrieg zerstörten Anlagen wieder aufbaute und modernisierte sowie um fünf neue Öfen ergänzte. Aufgrund der Weltwirtschaftskrise musste die Anlage von 1930 bis 1936 stillgelegt werden. Im Dezember 1944 übernahm der Kaufmann Georgos Apostolopoulos aus Kavala die SAMM, die 1963 den Betrieb einstellte und 1969 liquidiert wurde. Siehe dazu Bergbau und Metallgewinnung auf Thasos.
- in Algerien, wo VM von der französischen Kolonialregierung zunächst im Jahr 1872 die Konzession für die Minen von Hammam in der Provinz Constantine sowie für Aïcha und Djebba erhielt, deren Galmeivorkommen Geologen der VM 1869 entdeckt hatten. Im Zuge dessen beteiligte sie sich an dem Ausbau einer Eisenbahnlinie zur Hafenstadt Annaba, von wo ihre Erze verschifft werden konnten. Ebenso waren VM-Geologen einige Jahre später an der Entdeckung der Mine Ouarsenis zwischen den Städten Tiaret und Orléansville im gleichnamigen Ouarsenis-Gebirge beteiligt, für die VM 1890 die Konzession erhielt.[14]
- in Tunesien, damals ebenfalls französische Kolonie, wo VM 1876 die Konzessionen für Zink und Blei in Djebel-ben-Amar sowie 1900 für Djebba und erneut für Djebel-ben-Amar im Gouvernement Beja erhielt.
- in weiteren Ländern wie Spanien, Wales, Mexiko und den USA, wo das Engagement von VM jedoch nur sporadisch und ohne nachhaltige Effekte war.

## Trivia
Der französische Landschaftsmaler Adolphe Maugendre spezialisierte sich auf Industriebilder und fertigte im Zuge dessen von fast allen Niederlassungen der Vieille Montagne Lithografien an, die eindrucksvoll die Situation in und bei den Werken im 19. Jahrhundert darstellen.